# Castilho (Mindelo)
Grémio Sportivo Castilho is een Kaapverdische voetbalclub uit Mindelo, gelegen op het eiland São Vicente. In 1973 werd de club Kaapverdische kampioen. Dit is echter geen officiële titel omdat het land toen nog een deel was van het Portugese Rijk.
Samen met CS Mindelense, FC Derby, GD Amarantes en 
Académica deelt de club een stadion.

## Erelijst
Landskampioen
1973
São Vicente Island League
1972/73, 1973/74